# カルメン・マリア・ガリャルド・エルナンデス

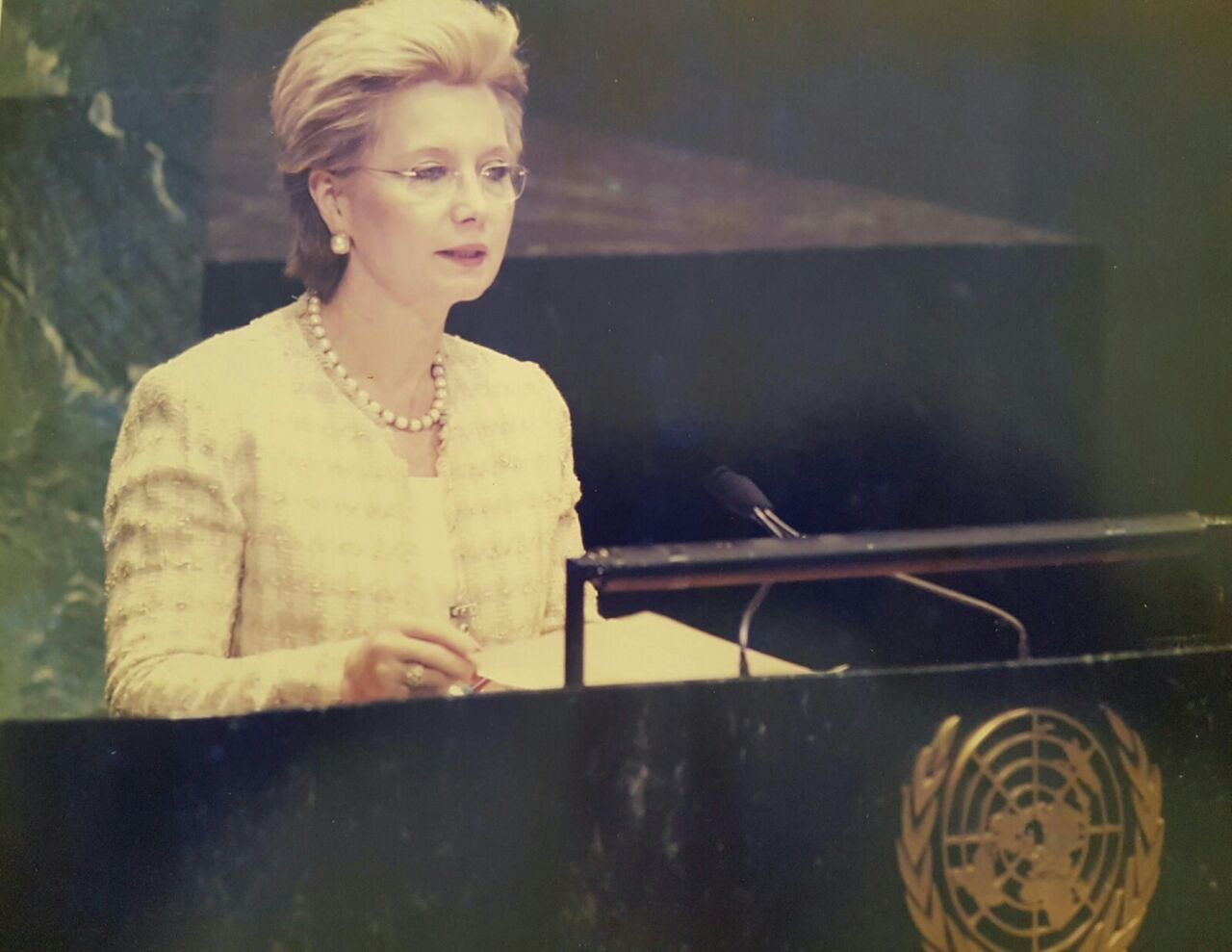

カルメン・マリア・ガリャルド・エルナンデス（Carmen María Gallardo Hernández, 1949年11月28日 - ）は、エルサルバドルの元外交官。エルサルバドルの国連大使および国連平和構築委員会の副議長を務めていた。

## 経歴
首都サンサルバドルに生まれる。
1992年から1993年までユネスコにおけるエルサルバドル政府代表を務め、1994年には駐フランス兼駐ポルトガル大使に任命された。エルサルバドル内戦が終結した後組織された平和財団において1995年から1996年まで理事長職にあった。
2004年9月17日にエルサルバドル初の女性国連大使に就任した。2005年には国際連合開発計画の議長を務めた。